# 行政手続法 (アメリカ合衆国)
アメリカ合衆国行政手続法、Administrative Procedure Act（略してAPA、読み: アドミニストラティブプロシジャーアクト、日: 行政手続法）は、アメリカ合衆国連邦政府の政府機関が規制を示したり定めてもよいものである方法を治めるものである、アメリカ合衆国連邦の法律である。
アメリカ合衆国の議会議事録60-237収録の、連邦法79-404で、1946年6月11日に施行された。
Hickman & Pierce 2014によれば、それはアメリカ合衆国の行政法の最たる重要な一部であり、アメリカ合衆国の行政法についての「憲法」としての働きを与えるものである。

## 近年目立った訴訟
2022年に、 アメリカ合衆国市民権・移民局 （英語:  United States Citizenship and Immigration Services ）（USCIS）は、ある移民投資家の計画についての規則変更を公布後、行政手続法違反で訴えられた（Behring Regional Center LLC v. Mayorkas et al）
。
学生ローン免除計画が試みられた2022年の後に、政府は行政手続法違反につき訴えられた。2022年の夏に、バイデン政権は、一定の借り手につき、連邦の学生ローンの負債において20,000ドルまでを免除するものである、ある計画を発表した。その他の理由のうち、その計画の、告知と聴聞の規則制定の行政手続法違反を主張するものである、二人の借り手と共和党の州が訴えた。その訴訟は2023年には最高裁まで至っていない。